# Калачівська сільська рада
Кала́чівська сільська́ ра́да —колишня  адміністративно-територіальна одиниця та орган місцевого самоврядування в Тарутинському районі Одеської області. Адміністративний центр — село Калачівка.

## Загальні відомості
- Територія ради: 50,95 км²
- Населення ради: 869 осіб (станом на 2001 рік)

## Населені пункти
Сільській раді були підпорядковані два населені пункти:
- с. Калачівка
- с. Слобідка

## Населення
Згідно з переписом УРСР 1989 року чисельність наявного населення сільської ради становила 994 особи, з яких 455 чоловіків та 539 жінок.
За переписом населення України 2001 року в сільській раді мешкало 870 осіб.

### Мова
Розподіл населення за рідною мовою за даними перепису 2001 року:
| Мова       | Відсоток |
| ---------- | -------- |
| молдовська | 36,82 %  |
| українська | 24,17 %  |
| російська  | 22,78 %  |
| болгарська | 14,04 %  |
| гагаузька  | 1,15 %   |
| циганська  | 0,35 %   |
| білоруська | 0,23 %   |
| інші       | 0,46 %   |

## Склад ради
Рада складалася з 14 депутатів та голови.
- Голова ради: Муржи Василь Ілліч
- Секретар ради: Олей Валентина Василівна

### Керівний склад попередніх скликань
| Прізвище, ім'я, по батькові | Основні відомості                                                                       | Дата обрання | Дата звільнення |
| --------------------------- | --------------------------------------------------------------------------------------- | ------------ | --------------- |
| Муржи Василь Ілліч          | Сільський голова, 1959 року народження, освіта середня спеціальна                       | 26.03.2006   | 31.10.2010      |
| Муржи Василь Ілліч          | Сільський голова, 1959 року народження, освіта середня спеціальна, член Партії регіонів | 31.10.2010   | 25.10.2020      |

Примітка: таблиця складена за даними сайту Верховної Ради України

### Депутати
За результатами місцевих виборів 2010 року депутатами ради стали:

#### За суб'єктами висування
| Суб'єкт висування | Кількість обраних депутатів | %    |
| ----------------- | --------------------------- | ---- |
| Партія регіонів   | 13                          | 92,9 |
| Самовисування     | 1                           | 7,1  |

#### За округами
| № округу        | Прізвище, ім'я, по батькові        | Дата визнання обраним | Освіта | Партійна приналежність | Відомості про обраного депутата                         |
| --------------- | ---------------------------------- | --------------------- | ------ | ---------------------- | ------------------------------------------------------- |
| Партія регіонів |                                    |                       |        |                        |                                                         |
| 1               | Карамаврова Алла Василівна         | 31.10.2010            | вища   | позапартійна           | Калачівська сільська рада, землевпорядник               |
| 2               | Швець Анатолій Павлович            | 31.10.2010            | вища   | член Партії регіонів   | Б-Дністровська дистанція залізниці, колійник            |
| 3               | Узун Іван Христофорович            | 31.10.2010            | вища   | позапартійний          | пенсіонер                                               |
| 4               | Драгієв Сергій Степанович          | 31.10.2010            | вища   | позапартійний          | Б-Дністровська дистанція залізниці, колійник            |
| 6               | Олей Валентина Василівнва          | 31.10.2010            | вища   | член Партії регіонів   | Калачівська сільська рада, секретар                     |
| 7               | Гултурян Іванна Іванівна           | 31.10.2010            | вища   | позапартійна           | пенсіонер                                               |
| 8               | Котеля Іван Мойсейович             | 31.10.2010            | вища   | позапартійний          | фермерське господарство «Світлана», водій               |
| 9               | Крижанівський Микола Олександрович | 31.10.2010            | вища   | позапартійний          | ВАТ «Петросталь», водій                                 |
| 10              | Євдошенко Світлана Михайлівна      | 31.10.2010            | вища   | позапартійна           | фельдшерсько-акушерський пункт с. Слобідка, завідувачка |
| 11              | Торган Надія Мефодіївна            | 31.10.2010            | вища   | позапартійна           | Слобідська загальноосвітня школа, вчитель               |
| 12              | Цушко Інна Пантеліївна             | 31.10.2010            | вища   | член Партії регіонів   | тимчасово не працює                                     |
| 13              | Танасогло Георгій Пантелійович     | 31.10.2010            | вища   | член Партії регіонів   | пенсіонер                                               |
| 14              | Табакар Марія Данилівна            | 31.10.2010            | вища   | член Партії регіонів   | Слобідська загальноосвітня школа І-ІІІ ст., директор    |
| Самовисування   |                                    |                       |        |                        |                                                         |
| 5               | Стришко Федора Володимирівна       | 31.10.2010            | вища   | позапартійна           | Калачівська загальноосвітня школа, вчитель              |